# Hirate Hirohide
Hirate Hirohide (平手汎秀?; 1553 – 1573) fu un samurai giapponese del periodo Sengoku servitore del clan Oda. Era conosciuto anche come Hirate Norihide.

## Biografia
Hirohide era figlio di Hirate Hisahide e nipote di Hirate Kiyohide (Masahide). Servì Oda Nobunaga e nel 1573 fu spedito (assieme a Sakuma Nobumori e Takigawa Kazumasu) a dare rinforzo a Tokugawa Ieyasu, che era sotto attacco delle forze di Takeda Shingen. Nella successiva battaglia di Mikatagahara Hirohide rimase immobile davanti al nemico anche quando i suoi alleati Sakuma e Takigawa si ritirarono. Le truppe di Hirohide furono sopraffate e Hirohide stesso ucciso. Si dice che Shingen inviò la testa di Hirohide a Oda Nobunaga come simbolo della loro aperta ostilità.
Hirohide morì senza un erede, e la guida della famiglia Hirate passò a uno dei nipoti di Hirate Masahide.